# Auriculariales
Auriculariales es un orden de hongos, perteneciente a la clase Agaricomycetes. Es uno de los órdenes incertae sedis de esta clase —no incluido en ninguna de las subclases en las que se subdivide Agaricomycetes—. En este orden se incluyen 7 familias, 32 géneros y más de 200 especies.

## Descripción
La mayoría de las especies dentro de Auriculariales producen basidiocarpos gelatinosos en la madera muerta. En algunos, estos son conspicuos y pueden tener forma de oreja, de botón, lobulados o derramados. Sus himenóforos (superficies portadoras de esporas) pueden ser lisos, con verrugas, venosos, dentados (como en el género Pseudohydnum) o poroides (como en los géneros Elmerina y Aporpium). Algunas especies, sin embargo, producen cuerpos fructíferos secos, coriáceos o en forma de telaraña que se asemejan a los de los hongos corticoides.
Se cree que todas las especies dentro de Auriculariales son saprotrofos, la mayoría de ellos de madera podrida. Por lo general, se encuentran en madera muerta adherida o caída, aunque algunas (especies de Guepinia) normalmente se encuentran en el suelo. Como grupo, su distribución es cosmopolita.
Varias especies dentro del orden son comestibles y dos, Auricularia heimuer y Auricularia cornea se cultivan a escala comercial, particularmente en China y el sudeste asiático.

## Taxonomía
Además de 7 familias, en el orden Auriculariales se clasifican más de una veintena de géneros incertae sedis:

### Familias
- Aporpiaceae
- Auriculariaceae
- Heteroscyphaceae
- Hyaloriaceae
- Oliveoniaceae
- Patouillardinaceae

### Génerosincertae sedis
- Basidiodendron
- Bourdotia
- Ceratosebacina
- Ductifera
- Elmerina
- Endoperplexa
- Guepinia
- Hauerslevia
- Heteroacanthella
- Heterochaetella
- Heterorepetobasidium
- Heteroscypha
- Metabourdotia
- Microsebacina
- Oliveonia
- Oliveorhiza
- Patouillardina
- Protohydnum
- Protomerulius
- Protoradulum
- Pseudohydnum
- Renatobasidium
- Serendipita
- Stypella
- Tremellodendropsis